# Conus acutangulus
Conus acutangulus é uma espécie de gastrópode do gênero Conus, pertencente à família Conidae.